# Seznam brazilskih pianistov
Seznam brazilskih pianistov.

## A
- Guilherme Arantes

## C
- César Camargo Mariano

## E
- Luiz Eça

## F
- Nelson Freire
- Amaro Freitas

## J
- Antonio Carlos Jobim

## L
- Ivan Lins

## M
- Tania Maria
- João Carlos Martins
- André Matos

## R
- Eliane Rodrigues

## V
- Lord Vinheteiro